# Theristus polychaetophilus
Theristus polychaetophilus is een rondwormensoort uit de familie van de Xyalidae. De wetenschappelijke naam van de soort is voor het eerst geldig gepubliceerd in 1966 door Hopper.